# Peter Momber
Peter Momber (4 de gener de 1921 - 23 de gener de 1975) va ser un futbolista alemany que va jugar al Borussia Neunkirchen, 1. FC Saarbrücken, SV St . Ingbert 1945 i la selecció del Sarre com a defensa.